# The Velvet Paw
The Velvet Paw è un film muto del 1916 diretto da Maurice Tourneur.

## Produzione
Il film - che in origine aveva il titolo Mary, M.C. - fu prodotto dalla Paragon Films. Molte delle scene in esterni furono girate nella città di Washington.

## Distribuzione
Il copyright del film, richiesto dalla World Film Corp., fu registrato l'11 settembre 1916 con il numero LU9087. Distribuito dalla World Film e presentato da William A. Brady, il film uscì nelle sale degli Stati Uniti l'11 settembre 1916.